# Pelochyta brunnescens
Pelochyta brunnescens är en fjärilsart som beskrevs av Rothschild 1909. Pelochyta brunnescens ingår i släktet Pelochyta och familjen björnspinnare. Inga underarter finns listade i Catalogue of Life.